# Einbürgerung

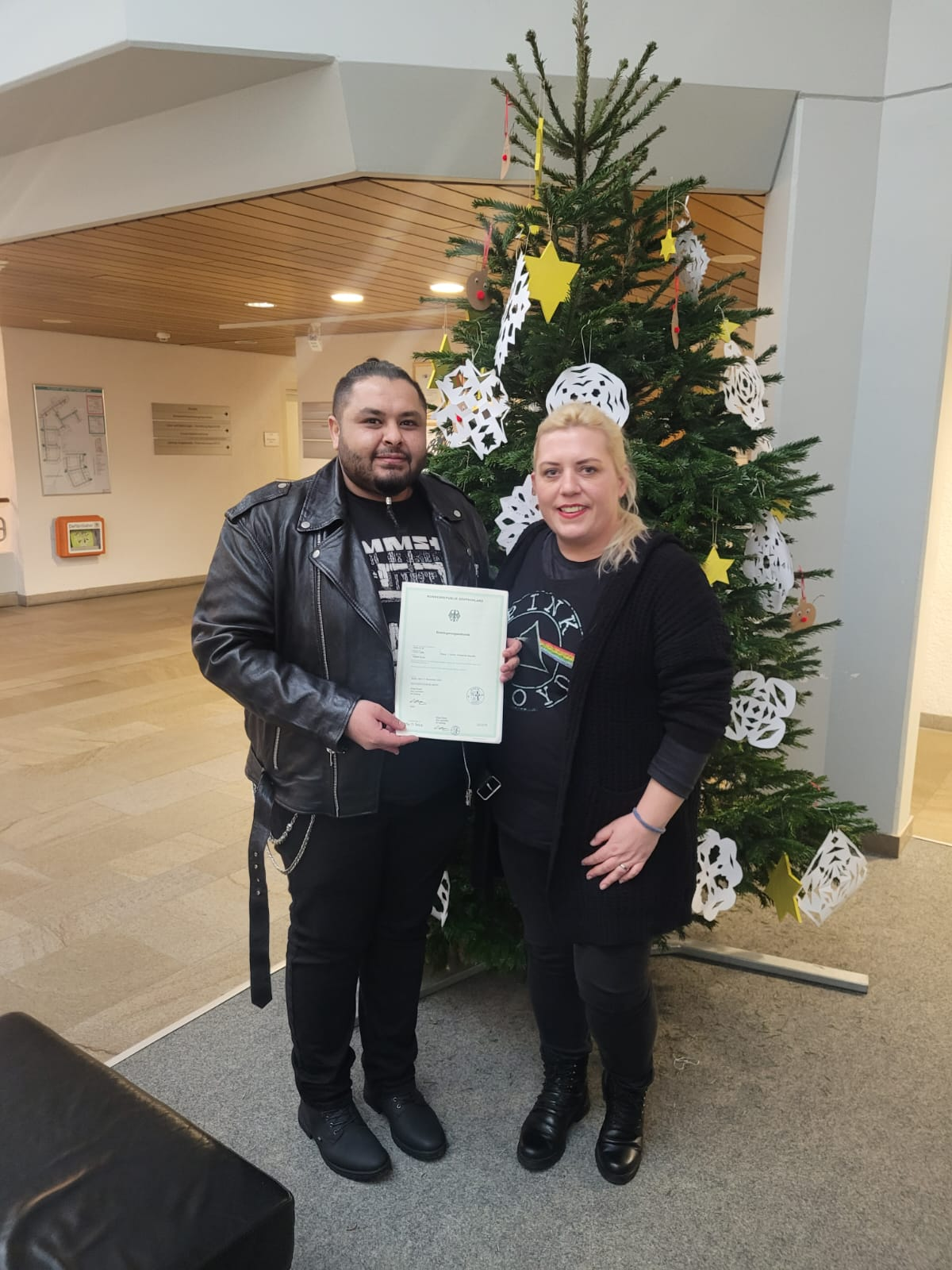
Syrischer Geflüchteter wird im Kreishaus in Soest eingebürgert (2022)

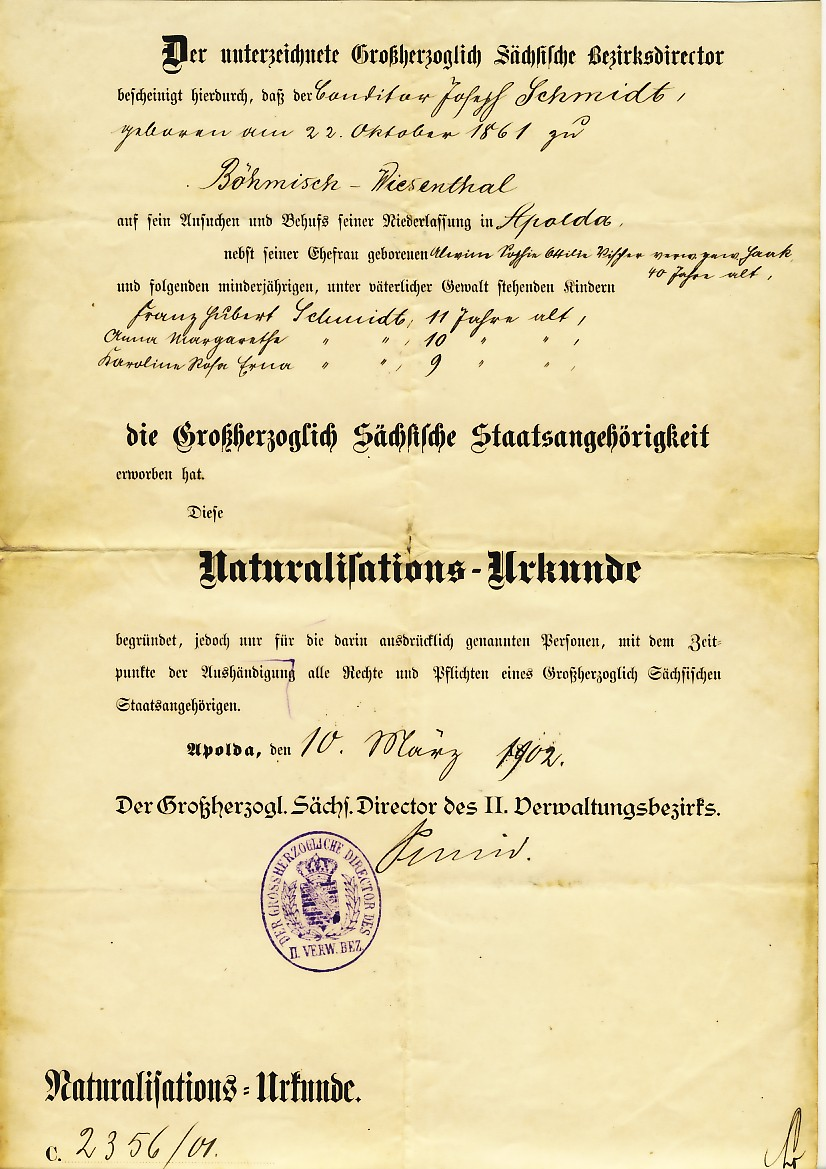
Deutsche Naturalisations-Urkunde von 1902

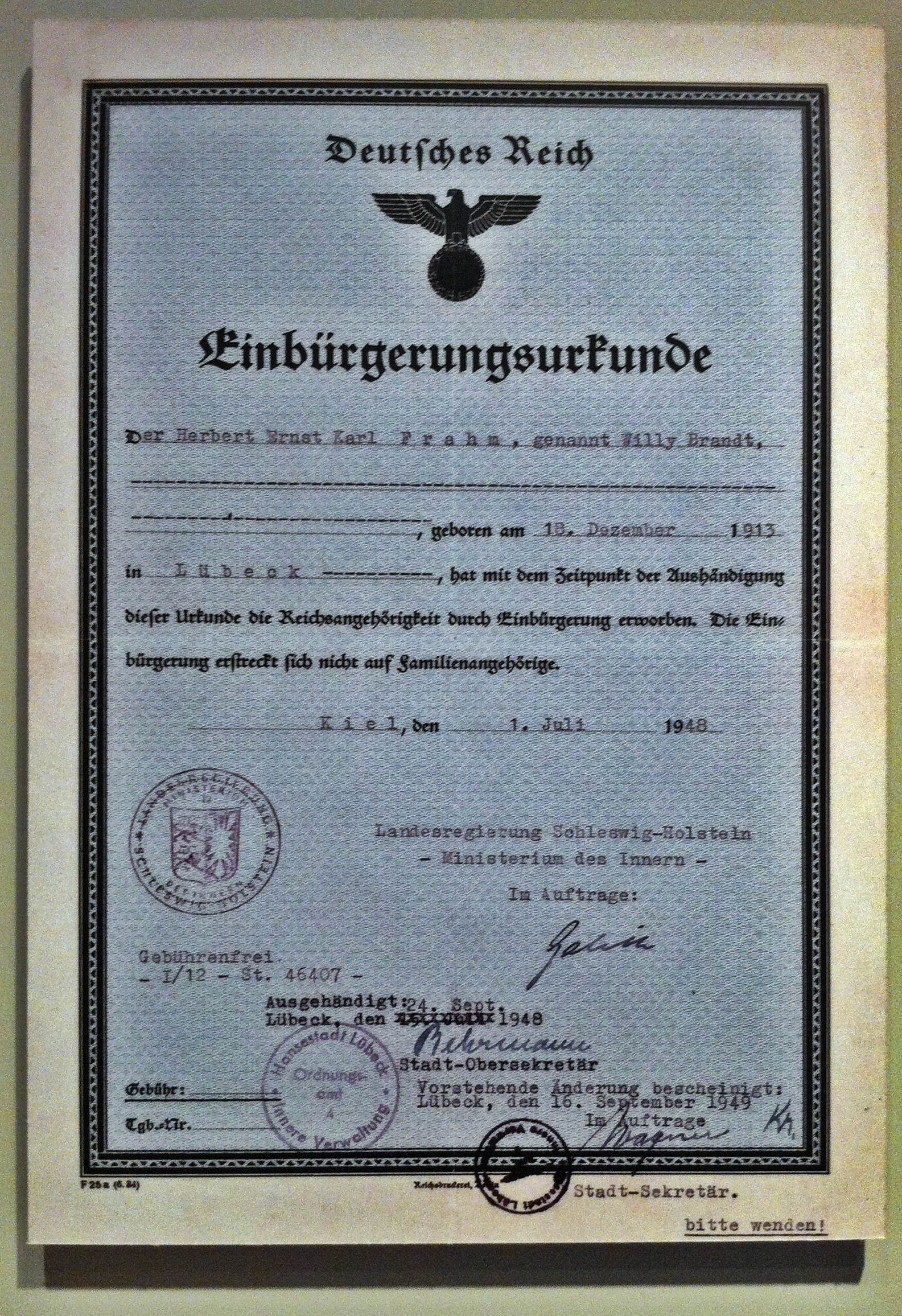
Einbürgerungsurkunde des späteren Bundeskanzlers Willy Brandt vom 1. Juli 1948

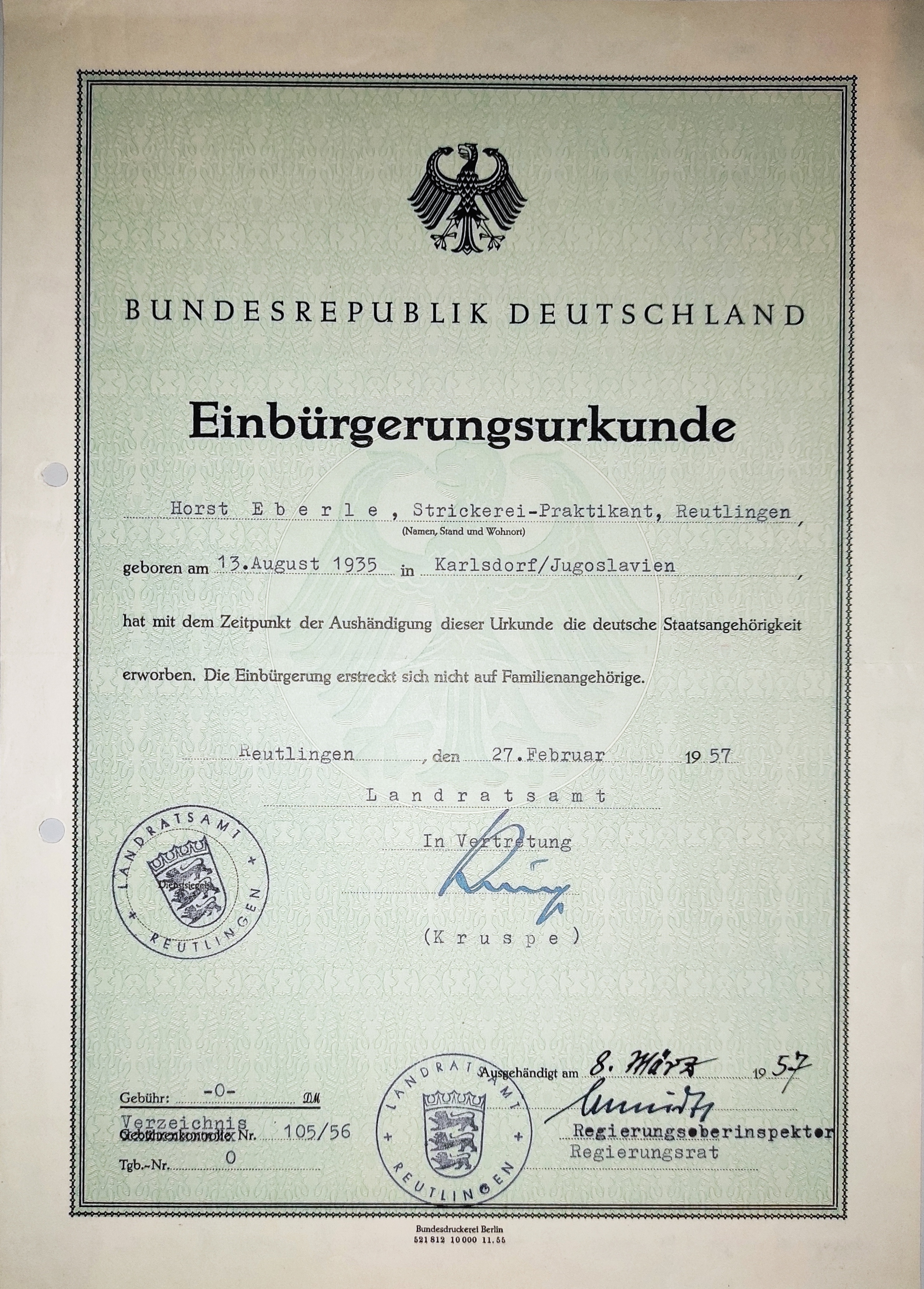
Die Einbürgerungsurkunde eines donauschwäbischen Flüchtlings aus dem Banat (Jugoslawien) von 1957

Unter einer Einbürgerung, auch Naturalisation, wird der Erwerb einer Staatsbürgerschaft durch einen Exekutivakt verstanden, d. h. auf Antrag des Bewerbers bei der in dem jeweiligen Land zuständigen Behörde.

## Begriffsabgrenzung
Die Einbürgerung ist zu unterscheiden von
- dem Erwerb der Staatsbürgerschaft durch Geburt, was an den Geburtsort (Geburtsortsprinzip) oder Abstammung (Abstammungsprinzip) anknüpfen kann. In diesen Fällen wird die Staatsbürgerschaft nicht auf Antrag, sondern automatisch verliehen.
- dem Erwerb der Staatsbürgerschaft durch Adoption oder durch Heirat,
- der Ehrenbürgerschaft. Diese wird nicht auf Antrag des Betroffenen gewährt, sondern um ihn auszuzeichnen; oft handelt es sich um eine rein symbolische Auszeichnung, mit der keine Bürgerrechte und -pflichten verbunden sind.

## Regelungen in einzelnen Ländern

### Deutschland

#### Voraussetzungen
Der Erwerb der deutschen Staatsangehörigkeit durch Einbürgerung ist im Staatsangehörigkeitsgesetz geregelt (§ 3 Abs. 1 Nr. 5, §§ 8 bis 16, 40b und 40c StAG), außerdem in § 21 des Gesetzes über die Rechtsstellung heimatloser Ausländer im Bundesgebiet für heimatlose Ausländer und in Art. 2 des Gesetzes zur Verminderung der Staatenlosigkeit für seit Geburt Staatenlose. Das Gesetz zur Regelung von Fragen der Staatsangehörigkeit mit der Möglichkeit von Sammeleinbürgerungen deutscher Volkszugehöriger wurde zum 15. Dezember 2010 aufgehoben. Frühere deutsche Staatsangehörige, denen zwischen dem 30. Januar 1933 und dem 8. Mai 1945 die Staatsangehörigkeit aus politischen, rassischen oder religiösen Gründen entzogen worden ist, und ihre Abkömmlinge werden nach Art. 116 Abs. 2 GG, § 15 StAG auf Antrag wieder eingebürgert.
Die Einbürgerung setzt einen Antrag voraus. Der Antragsteller muss das 16. Lebensjahr vollendet haben und darf nicht geschäftsunfähig sein. Antragsteller unter 16 Jahre müssen gesetzlich vertreten werden (§ 8 Abs. 1 Nr. 1, § 37 Abs. 1 Satz 1 StAG).
Ein Anspruch auf Einbürgerung nach § 10 StAG besteht für Personen, die das 16. Lebensjahr vollendet haben, wenn folgende Voraussetzungen vorliegen:
- unbefristetes Aufenthaltsrecht zum Zeitpunkt der Einbürgerung, eine Blaue Karte EU oder eine befristete Aufenthaltserlaubnis, die ihrem Zweck nach zu einem dauerhaften Aufenthalt führen kann
- bestandener Einbürgerungstest (Kenntnisse über die Rechts- und Gesellschaftsordnung sowie die Lebensverhältnisse in Deutschland)
- fünf Jahre gewöhnlicher und rechtmäßiger Aufenthalt in Deutschland (diese Frist kann bei besonderen Integrationsleistungen und der Erfüllung der Anforderungen einer Sprachprüfung der Stufe C1 des Gemeinsamen Europäischen Referenzrahmens für Sprachen auf drei Jahre verkürzt werden)
- eigenständige Sicherung des Lebensunterhalts (auch für unterhaltsberechtigte Familienangehörige) ohne Sozialhilfe und Bürgergeld
- ausreichende Deutschkenntnisse
- keine Verurteilung wegen einer Straftat, Ausnahmen: § 12a StAG
- Bekenntnis zur freiheitlichen demokratischen Grundordnung des Grundgesetzes der Bundesrepublik Deutschland (§ 10 Abs. 1 Satz 1 Nr. 1, § 11 StAG)
- bis zum 26. Juni 2024: grundsätzlich der Verlust beziehungsweise die Aufgabe der alten Staatsangehörigkeit, Ausnahme: § 12 StAG. Seit dem 27. Juni 2024 steht jedem Einbürgerungswilligen die doppelte Staatsbürgerschaft in Deutschland offen.[5] Wichtig ist hierbei jedoch, dass neben der Rechtslage in Deutschland immer auch das Staatsangehörigkeitsrecht des Heimatlandes beachtet werden muss. Erlaubt das Heimatland keine doppelte Staatsbürgerschaft, so ist diese dann in Deutschland nicht möglich.

Moderne deutsche Einbürgerungsurkunde

In Art. 18 des Übereinkommens über die Rechte von Menschen mit Behinderungen erkennen die Vertragsstaaten das gleiche Recht von Menschen mit Behinderungen auf eine Staatsangehörigkeit an, indem sie unter anderem gewährleisten, dass Menschen mit Behinderungen das Recht haben, eine Staatsangehörigkeit zu erwerben und ihre Staatsangehörigkeit zu wechseln, und dass ihnen diese nicht willkürlich oder aufgrund von Behinderung entzogen wird. Eine Einbürgerung setzt grundsätzlich voraus, dass der Antragsteller über ausreichende Kenntnisse der deutschen Sprache, der Rechts- und Gesellschaftsordnung und der Lebensverhältnisse in Deutschland verfügt (§ 10 Abs. 1 Satz 1 Nr. 6, Nr. 7 StAG). Davon macht § 10 Abs. 6 StAG eine Ausnahme, wenn der Ausländer diese Voraussetzungen wegen einer körperlichen, geistigen oder seelischen Krankheit oder Behinderung oder altersbedingt nicht erfüllen kann.

#### Reform 2024
Der deutsche Bundestag hat am 19. Januar 2024 das Gesetz zur Modernisierung des Staatsangehörigkeitsrechts beschlossen, welches am 2. Februar 2024 auch den Bundesrat passierte. Darin sind unter anderem folgende Reformen vorgesehen:
- Die Dauer des erforderlichen gewöhnlichen und rechtmäßigen Aufenthalts in Deutschland wird von acht auf fünf Jahre reduziert. Die Möglichkeiten einer Verkürzung um bis zu zwei Jahre bleiben bestehen.
- Eine Aufgabe der alten Staatsangehörigkeit ist nicht mehr nötig. Deutschland lässt generell Mehrstaatlichkeit zu.[9]
- Das Bekenntnis zur freiheitlich demokratischen Grundordnung wird um ein Bekenntnis „zur besonderen historischen Verantwortung Deutschlands für die nationalsozialistische Unrechtsherrschaft und ihren Folgen, insbesondere für den Schutz jüdischen Lebens, sowie zum friedlichen Zusammenleben der Völker und dem Verbot der Führung eines Angriffskrieges“ erweitert.
- Wer die Gleichberechtigung von Mann und Frau missachtet oder in einer Mehrehe lebt, kann sich nicht einbürgern lassen.[10][11]
- Wegfall der Beibehaltungsgenehmigung: deutsche Staatsbürger müssen keine Beibehaltungsgenehmigung mehr beantragen, wenn sie eine weitere Staatsbürgerschaft durch Einbürgerung annehmen möchten. Die generelle Mehrstaatigkeit wird damit auch deutschen Staatsbürgern erlaubt.[12]
- Erleichterter Ius-soli-Erwerb (Wegfall der Optionsregelung): In Deutschland geborene Kinder mit ausländischen Eltern erhalten vorbehaltlos die deutsche Staatsangehörigkeit, sofern sie mindestens einen Elternteil haben, der seit mehr als fünf Jahren rechtmäßig in Deutschland lebt und ein unbefristetes Aufenthaltsrecht besitzt. Die Staatsangehörigkeit ihrer Eltern können sie behalten.[9]
- Die Einbürgerungsurkunde soll in einer Einbürgerungsfeier überreicht werden; solche Feiern gab es zuvor schon, wenn z. B. Städte sie organisiert haben. Sie waren aber nicht obligatorisch.

Das Gesetz trat am 27. Juni 2024, drei Monate nach seiner Verkündung im Bundesgesetzblatt, in Kraft.

#### Rechtsfolgen
Die Einbürgerung wird wirksam mit der Aushändigung der von der zuständigen Verwaltungsbehörde ausgefertigten Einbürgerungsurkunde und ist insofern ein mitwirkungsbedürftiger Verwaltungsakt. Die Urkunde soll im Rahmen einer öffentlichen Einbürgerungsfeier ausgehändigt werden. Vor der Aushändigung ist gem. § 16 Satz 2 StAG folgendes feierliches Bekenntnis abzugeben:

„Ich erkläre feierlich, dass ich das Grundgesetz und die Gesetze der Bundesrepublik Deutschland achten und alles unterlassen werde, was ihr schaden könnte.“

Eingebürgerte Personen haben alle Rechte und Pflichten als Staatsbürger wie insbesondere das Wahlrecht und die Freizügigkeit innerhalb der Bundesrepublik Deutschland, außerdem erwerben sie die sog. Deutschengrundrechte wie die Versammlungs-, Vereinigungs- und Berufsfreiheit. Als Staatsangehörige eines Mitgliedsstaats der Europäischen Union erlangen sie auch die Unionsbürgerschaft nach Art. 20 AEUV.

#### Statistik
2024 wurden 291.955 Menschen in Deutschland eingebürgert. Die durchschnittliche Aufenthaltsdauer in Deutschland zum Zeitpunkt der Einbürgerung lag bei 11,8 Jahren. Etwa sieben Prozent der Einbürgerungen erfolgten mit einer aufgrund „besonderer Integrationsleistungen“ verkürzten Wartefrist. 2023 waren rund 200.100 aus 157 Staatsangehörigkeiten eingebürgert worden. Es war der bis dahin höchste Wert seit Beginn der Zeitreihe, im Jahr 2000.
Detaillierte Einbürgerungszahlen über die bisherige Staatsangehörigkeit, Familienstand, Alter und Geschlecht sowie Aufenthaltsdauer und den Rechtsgrund der Einbürgerung sind in der Datenbank GENESIS verfügbar.

### Österreich
Die Verleihung der österreichischen Staatsbürgerschaft an Personen, die sie nicht besitzen („Fremde“), ist im Staatsbürgerschaftsgesetz geregelt (§§ 10 bis 24, 2 Nr. 4, 6 Z 2 StBG). Über den entsprechenden Antrag wird durch schriftlichen Bescheid entschieden. „Die Verleihung der Staatsbürgerschaft hat in einem diesem Anlass angemessenen, feierlichen Rahmen zu erfolgen, dem durch das gemeinsame Absingen der Bundeshymne und das sichtbare Vorhandensein der Fahnen der Republik Österreich, des jeweiligen Bundeslandes, und der Europäischen Union Ausdruck verliehen wird“ (§ 21 Z 1 StBG).

### Schweiz
Die Schweiz kennt drei Arten für den Erwerb des Schweizer Bürgerrechts durch behördlichen Beschluss. Sie sind im Bürgerrechtsgesetz (BüG) geregelt. Die Einbürgerungsbewilligung des Bundes erteilt das Staatssekretariat für Migration (SEM), es stellt diese der kantonalen Einbürgerungsbehörde zum Entscheid über die Einbürgerung zu. Mit Eintritt der Rechtskraft des kantonalen Einbürgerungsentscheids wird das Gemeinde- und Kantonsbürgerrecht sowie das Schweizer Bürgerrecht erworben (Art. 13, 14 BüG).
- Die ordentliche Einbürgerung (Art. 9 ff. BüG) steht ausländischen Staatsbürgern offen, die mindestens 10 Jahre in der Schweiz gelebt haben, davon drei in den letzten fünf Jahren vor Einreichung des Gesuchs, und eine Niederlassungsbewilligung (Ausweis C) besitzen. Das kantonale Recht kann vorsehen, dass ein Einbürgerungsgesuch den Stimmberechtigten an einer Gemeindeversammlung zum Entscheid vorgelegt wird. Die Verleihung des Ehrenbürgerrechts hat nicht die Wirkungen einer Einbürgerung (Art. 19 BüG).
- Die erleichterte Einbürgerung (Art. 20 ff. BüG) steht unter anderem Personen zu, die mit einem Schweizer Staatsbürger oder einer Schweizer Staatsbürgerin verheiratet sind oder die zur dritten Ausländergeneration gehören und in der Schweiz geboren wurden.[25] Das Gesuch von Personen der dritten Ausländergeneration muss bis zum vollendeten 25. Altersjahr eingereicht werden.
- Daneben kennt die Schweiz weitere erleichterte Einbürgerungsverfahren, beispielsweise für staatenlose Kinder (Art. 23 BüG) oder im Fall eines gutgläubig von der betreffenden Person und den kantonalen oder Gemeindebehördenirrtümlich angenommenen Schweizer Bürgerrechts (Art. 22 BüG).[26]

Die Wiedereinbürgerung steht Personen zu, die das Schweizer Bürgerrecht durch Verwirkung, Entlassung oder Verlust des Schweizer Bürgerrechts verloren haben (Art. 26 ff. BüG).

### Spanien
Ein ununterbrochener Wohnsitz von zehn Jahren in Spanien berechtigt Ausländer dazu, die spanische Staatsbürgerschaft zu beantragen.

### Vereinigte Staaten

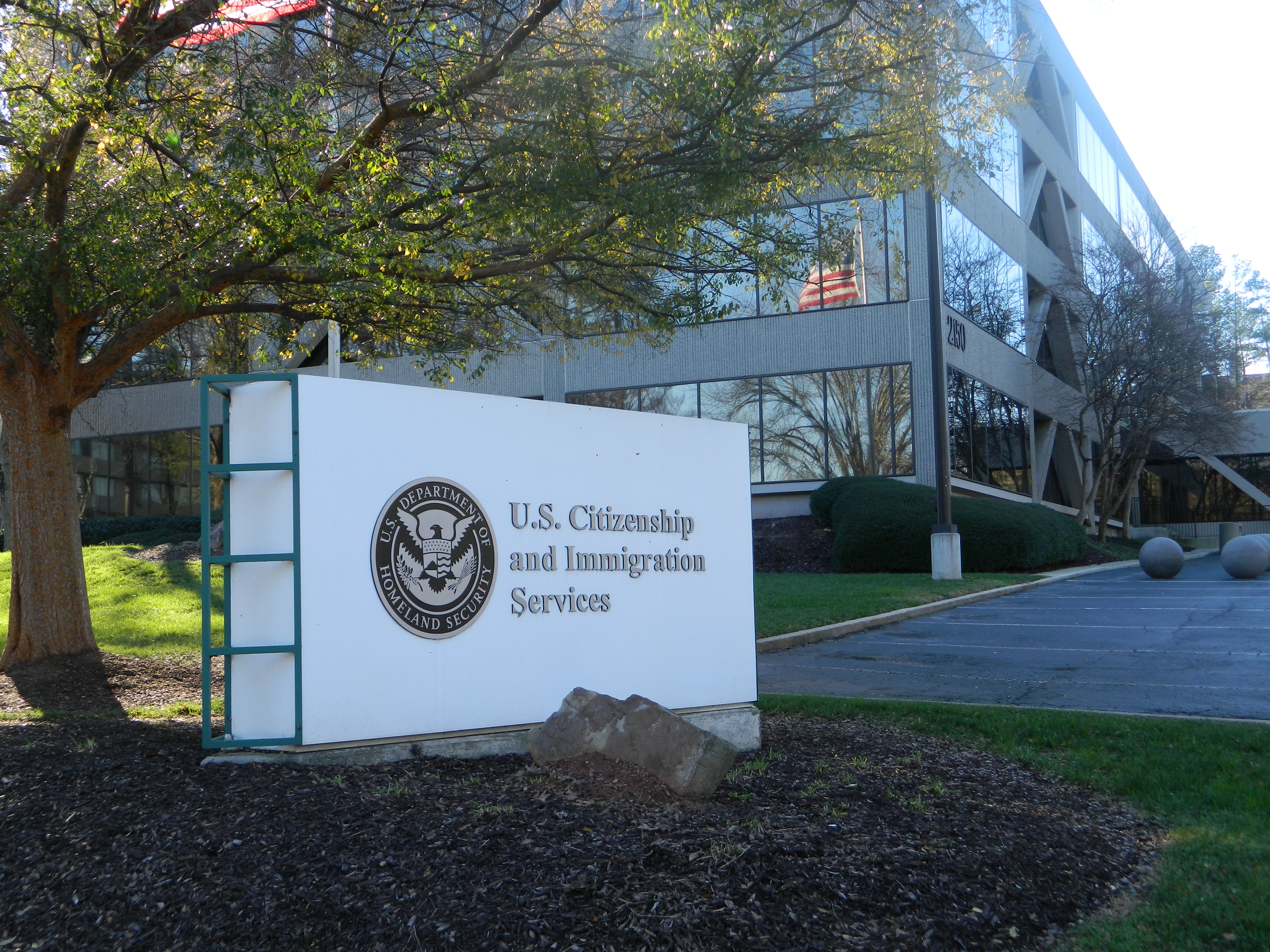
Ein Büro der USCIS im Bundesstaat Georgia

In den Vereinigten Staaten von Amerika liegt die Zuständigkeit für die Einbürgerung von Bewerbern bei den Citizenship and Immigration Services (USCIS). Der Erwerb der amerikanischen Staatsbürgerschaft kann unter jeder der folgenden Voraussetzungen beantragt werden:
- Bewerber, die seit mindestens 5 Jahren Inhaber einer Permanent Resident Card sind. Diese Bewerber müssen mindestens 18 Jahre alt sein, innerhalb der letzten fünf Jahre mindestens 30 Monate in den Vereinigten Staaten verbracht haben, mindestens 3 Monate innerhalb des Bundesstaates gelebt haben, Englisch sprechen, Grundkenntnisse der amerikanischen Geschichte und Staatsform besitzen und bestimmte persönliche Voraussetzungen (z. B. Treue zur US-Verfassung) erfüllen.[30]
- Ehepartner eines US-Bürgers, die seit mindestens 3 Jahren Permanent Residents sind[31]
- Mitglieder der US-Streitkräfte[32]
- Minderjährige, die außerhalb der USA geboren sind und außerhalb der USA leben, aber Kinder von US-Staatsbürgern sind.[33]
Wenn sie dagegen als Permanent Residents in den USA leben, erhalten Kinder von US-Bürgern – dem Abstammungsprinzip entsprechend – die US-Staatsbürgerschaft per Gesetz, d. h. ohne besonderen Verwaltungsakt und automatisch. Dies gilt auch, wenn die Eltern US-Staatsbürgerschaft per Naturalisation erworben haben; will eine Familie mit minderjährigen Kindern sich naturalisieren lassen, genügt es, wenn lediglich alle mindestens 18-Jährigen Einbürgerungsanträge stellen.[33]

Das Einbürgerungsverfahren beginnt mit dem Antrag, zu dem neben dem ausgefüllten Formblatt N-400 Anlagen, eine Liste sämtlicher Auslandsaufenthalte seit Erwerb der Green Card, Passfotos und Gebühren in Höhe von 680 US-Dollar gehören. Bewerber, die dies wünschen, können mit der Einbürgerung auch ihren Namen ändern oder sich z. B. einen Mittelnamen zulegen. Bewerber unter 75 Jahren werden anschließend ins nächstgelegene Field Office der Behörde geladen, um dort ihre Fingerabdrücke nehmen zu lassen. Der nächste Schritt ist ein Interview, zu dem die Bewerber ebenfalls ins Field Office gebeten werden; von Bewerbern unter 75 Jahren sind bei diesem Termin auch ein Englisch- und ein Einbürgerungstest zu absolvieren. Bewerber, über deren Anträge positiv entschieden wird, legen ‒ entweder noch während des Interviewtermins oder an einem späteren Termin – ihren Treueeid auf die Verfassung der Vereinigten Staaten ab, geben ihre Permanent Resident Card ab und nehmen ihre Einbürgerungsurkunde entgegen. Ein Ausscheiden aus der bisherigen Staatsangehörigkeit wird von amerikanischer Seite nicht erwartet. Die bei Einbürgerungen häufig auftretende Mehrstaatigkeit und die damit einhergehenden Probleme bei der Ableistung des Wehrdienstes haben die Bancroft-Verträge zu begrenzen versucht, bis sie ca. 1980 als verfassungswidrig angesehen und gekündigt wurden, soweit sie nicht schon früher erloschen waren.

## Verkauf von Staatsbürgerschaften
Beim sog. Passhandel (engl. Citizenship by Investment Program) wird eine Staatsbürgerschaft gegen eine vorab festgelegte Zahlung oder Investition in dem betreffenden Land erworben, ohne dass bei der Einbürgerung ein echter Bezug zu dem einbürgernden Land besteht, z. B. durch einen vorherigen langfristigen Aufenthalt. Der Erwerb der Staatsangehörigkeit oder zumindest eines Aufenthaltsrechts eines bestimmten Landes wird vielmehr für Zwecke der Steuerflucht missbraucht.

### Europäische Union
Sowohl der Mordanschlag im Jahr 2017 auf die Investigativ-Journalistin Daphne Caruana Galizia, welche die Citizenship by Investment-Programme als Einfallstore für Schwarzgeld sah, als auch ein Bericht einer EU-Kommission brachten solche Käufe von Staatsbürgerschaften in Verruf: Die Praxis sollte einer Prüfung betreffend Geldwäscherei und Korruption unterzogen werden.

#### Malta
Seit 2014 kann in Malta für eine Zahlung von 650.000 Euro, zuzüglich des Erwerbs oder der Anmietung einer Immobilie und 150.000 Euro an Investitionen in maltesische Staatsanleihen, die Staatsbürgerschaft erworben werden. Die Europäische Kommission erwies sich trotz einer Resolution des Europaparlamentes, die die Praxis der käuflichen Staatsbürgerschaft ausschließt, als hilflos.
Bis einschließlich 2020 nahm Malta mehr als 1,4 Milliarden Euro durch den Handel mit maltesischen Staatsbürgerschaften ein und ist das einzige EU-Land, das eine solche Regelung noch anwendet. Am 20. Oktober 2020 beschloss die Europäische Kommission, gegen Malta ein Vertragsverletzungsverfahren vor dem Gerichtshof der Europäischen Union einzuleiten. Die Gewährung der Unionsbürgerschaft als Gegenleistung für vorab festgelegte Zahlungen oder Investitionen ohne wirklichen Bezug zu dem betreffenden Mitgliedstaat sei nicht mit dem in Art. 4 Abs. 3 des Vertrags über die Europäische Union (AEUV) verankerten Grundsatz der loyalen Zusammenarbeit und dem Konzept der Unionsbürgerschaft gemäß Art. 20 AEUV vereinbar.

### Weitere Länder

#### St. Kitts und Nevis
Die Staatsbürgerschaft von St. Kitts und Nevis war bis 2009 für 250.000 Euro zu erwerben. Nach Abschluss eines Abkommens mit der Europäischen Union von 2009, das visafreie Einreise in die Union erlaubt, erhöhte sich der Preis. Nach Recherchen des Spiegel müssen 400.000 Euro für fünf Jahre auf den Inseln investiert werden, um Staatsbürger zu werden.

#### Vanuatu
Auch in Vanuatu gibt es seit 2017 ein Einbürgerungsprogramm, mit dem Ausweis kann man visafrei in die EU und Großbritannien einreisen. Im Jahr 2020 wurde etwa 2.200 neue Bürger über dieses Programm eingebürgert. Davon waren ca. 1200 Chinesen, der Rest verteilte sich auf Nigerianer, Russen, Libanesen, Iraner, Libyer, Syrer und Afghanen. Die Gebühren machten 42 % aller Einnahmen der Regierung aus. Zu den Neubürgern zählen:
- Raees und Ameer Cajee von Africrypt, sie waren im April 2021 mit $3,6 Milliarden in Bitcoin verschwunden
- Fayiz as-Sarradsch, ehemaliger Premierminister von Libyen, besitzt seit Januar 2020 die Staatsbürgerschaft
- Alaa Ibrahim, ehemals Gouverneur von Damaskus, im Dezember 2020 abgesetzt
- Hayyam Garipoğlu, ehemals Besitzer der türkischen Sümerbank, 2013 verurteilt wg. Betrugs
- Gianluigi Torzi, Hauptverdächtiger im Vatikan Finanzskandal
- Abdul Rahman Khiti, syrischer Geschäftsmann, zusammen mit seiner Familie[50]
- Vinay Mishra, indischer Politiker, Verdächtiger im Indiens größtem Rinder- und Kohlen-Schmuggel-Skandal